# André Agnelo
André Agnelo (em italiano: Andrea Agnello; em latim: Andreas Agnellus) foi um historiador que escreveu um livro chamado Liber pontificalis ecclesiae ravennatis, modelado pelo Liber pontificalis romano. O Liber pontificalis de Agnelo é de notável interesse histórico.